# Domingo Blanco
Domingo Felipe Blanco (Punta Alta, 22 aprile 1995) è un calciatore argentino, centrocampista del Club Tijuana.

## Carriera

### Club
Cresciuto nelle giovanili dell'Olimpo, ha esordito il 17 aprile 2016 con l'Independiente in occasione del match vinto 2-0 contro il Vélez Sarsfield.

### Nazionale
Ha fatto l'esordio con la nazionale argentina il 22 marzo 2019, in occasione dell'amichevole persa per 1-3 contro il Venezuela.

## Statistiche

### Presenze e reti nei club
Statistiche aggiornate al 27 febbraio 2018.
| Stagione        | Squadra         | Campionato      | Campionato | Campionato | Coppe nazionali | Coppe nazionali | Coppe nazionali | Coppe continentali | Coppe continentali | Coppe continentali | Altre coppe | Altre coppe | Altre coppe | Totale | Totale | Totale |
| Stagione        | Squadra         | Comp            | Pres       | Reti       | Comp            | Pres            | Reti            | Comp               | Pres               | Reti               | Comp        | Pres        | Reti        | Pres   | Reti   |        |
| --------------- | --------------- | --------------- | ---------- | ---------- | --------------- | --------------- | --------------- | ------------------ | ------------------ | ------------------ | ----------- | ----------- | ----------- | ------ | ------ | ------ |
| 2016            | Independiente   | PD              | 2          | 0          | CA              | 0               | 0               | CS                 | 0                  | 0                  |             | -           | -           | 2      | 0      |        |
| 2016-2017       | Independiente   | PD              | 5          | 0          | CA              | 1               | 0               | CS                 | 2                  | 0                  |             | -           | -           | 8      | 0      |        |
| 2017-2018       | Independiente   | PD              | 5          | 0          | CA              | 0               | 0               | CL+RS              | 0                  | 0                  |             | -           | -           | 5      | 0      |        |
| Totale carriera | Totale carriera | Totale carriera | 12         | 0          |                 | 1               | 0               |                    | 2                  | 0                  |             | -           | -           | 15     | 0      |        |

### Cronologia presenze e reti in nazionale
| Cronologia completa delle presenze e delle reti in nazionale ― Argentina | Cronologia completa delle presenze e delle reti in nazionale ― Argentina | Cronologia completa delle presenze e delle reti in nazionale ― Argentina | Cronologia completa delle presenze e delle reti in nazionale ― Argentina | Cronologia completa delle presenze e delle reti in nazionale ― Argentina | Cronologia completa delle presenze e delle reti in nazionale ― Argentina | Cronologia completa delle presenze e delle reti in nazionale ― Argentina | Cronologia completa delle presenze e delle reti in nazionale ― Argentina |
| Data                                                                     | Città                                                                    | In casa                                                                  | Risultato                                                                | Ospiti                                                                   | Competizione                                                             | Reti                                                                     | Note                                                                     |
| ------------------------------------------------------------------------ | ------------------------------------------------------------------------ | ------------------------------------------------------------------------ | ------------------------------------------------------------------------ | ------------------------------------------------------------------------ | ------------------------------------------------------------------------ | ------------------------------------------------------------------------ | ------------------------------------------------------------------------ |
| 22-3-2019                                                                | Madrid                                                                   | Argentina                                                                | 1 – 3                                                                    | Venezuela                                                                | Amichevole                                                               | -                                                                        | 46’                                                                      |
| Totale                                                                   |                                                                          | Presenze                                                                 | 1                                                                        |                                                                          | Reti                                                                     | 0                                                                        |                                                                          |